# Aloidendron
Aloidendron es un gènere de plantes suculentes de la subfamília Asphodeloideae. Es va separar del gènere Aloe, molt més gran, al 2013.

## Taxonomia
Estudis filogenètics van indicar que vàries espècies que tradicionalment havien estat classificades com a membres del gènere Aloe eren genèticament diferents i tenien un clade completament separat. Al 2013 aquestes espècies es varen separar del gènere Aloe i van passar-ne a formar part d'un de nou anomenat Aloidendron.
A partir de l'octubre del 2017, la llista de control mundial de las famílies de plantes seleccionades (World Checklist of Selected Plant Families) accepta les següents espècies:
- Aloidendron barberae (Dyer) Klopper & Gideon F.Sm.
- Aloidendron dichotomum (Masson) Klopper & Gideon F.Sm.
- Aloidendron eminens (Reynolds & P.R.O.Bally) Klopper & Gideon F.Sm.
- Aloidendron pillansii (L.Guthrie) Klopper & Gideon F.Sm.
- Aloidendron ramosissimum (Pillans) Klopper & Gideon F.Sm.
- Aloidendron sabaeum (Schweinf.) Boatwr. & J.C.Manning
- Aloidendron tongaense (van Jaarsv.) Klopper & Gideon F.Sm.